# 過海隧道巴士930R線
過海隧道巴士930R線是香港的一條特別巴士路線，由香港大球場單向開往荃灣（愉景新城），途經葵芳、葵涌邨、大窩口邨及荃灣市中心，此路線只於香港大球場指定大型活動完結後提供服務。
過海隧道巴士R930線是城巴經營的一條特別巴士路線，只在渣打馬拉松舉行當天凌晨行走，由荃灣（愉景新城）開往銅鑼灣（摩頓臺）。此路線主要方便居住於荃灣區及葵青區的參賽健兒前往賽事起點。此線荃葵青區段行車路線與N930線相同，惟途經紅隧直達銅鑼灣。

## 歷史
930R
- 2022年11月4日：為配合香港大球場舉行「香港國際七人欖球賽2022」，首次提供服務。

R930
- 2013年2月24日：R930投入服務
- 2021年10月24日：R930改開04:25，並繞經西區海底隧道九龍入口，銅鑼灣總站改為摩頓台。[1]

## 服務時間
930R
此路線於香港大球場大型活動結束時提供服務，班次會因應客量作出調整，客滿即開。
R930
- 荃灣（愉景新城）開：04:25

## 收費
| 路線 | 全程收費 | 分段收費                                |
| ---- | -------- | --------------------------------------- |
| 930R | $28.1    | - 西區海底隧道往荃灣（愉景新城）：$15.2 |
| R930 | $28.1    | - 不設分段收費                          |

| - 本線設有12歲以下小童及65歲或以上長者半價優惠。 - 65歲或以上香港居民使用「樂悠咭」，以及12歲以下合資格殘疾兒童使用「殘疾人士身份」個人八達通繳付車資，均可享有每程$2.0或半價（以較低者為準）的票價優惠；12至64歲合資格殘疾人士使用「殘疾人士身份」個人八達通（包括「樂悠咭」），以及60至64歲香港居民使用「樂悠咭」繳付車資，均可享有每程$2.0或全費（以較低者為準）的票價優惠。 - 65歲或以上長者如使用長者或一般個人八達通繳付車資，則只可享有半價優惠；12至64歲合資格殘疾人士如不使用「殘疾人士身份」個人八達通，以及60至64歲人士如不使用「樂悠咭」繳付車資，必須繳付全費。 - 乘客可以現金或八達通於上車時付款，不設找續。 - 每位成人乘客可免費攜帶最多兩名4歲以下而不佔座位的兒童乘客乘車，超額之4歲以下小童必須繳付小童車費乘車。 - 九龍巴士、城巴及龍運巴士全職員工及家屬（不包括外判職員）可免費乘搭本路線，惟必須拍職員或職員家屬八達通。 - 乘客亦可使用AlipayHK「易乘碼」、支付寶、 WeChatHK／微信支付「搭車碼」、銀聯雲閃付「乘車碼」及BOC Pay「乘車碼」、具有感應式支付功能的VISA、Mastercard及銀聯卡，以及Apple Pay、Google Pay及Samsung Pay流動支付平台繳付車資。使用此支付方式的乘客可享有中途下車之分段收費，以及與其他城巴獨營路線或聯營線城巴班次之轉乘優惠，惟不適用於與非城巴路線之轉乘優惠。使用此支付方式的乘客亦不能享有「公共交通費用補貼計劃」及「長者及合資格殘疾人士公共交通票價優惠計劃」。 |

## 行車路線
930R
經：銅鑼灣道、摩頓台、大坑道天橋、告士打道、夏慤道、夏慤道天橋、干諾道中、畢打街隧道、干諾道中、林士街天橋、干諾道西天橋、西區海底隧道、西九龍公路、青葵公路、葵涌道、葵富路、興芳路、大窩口道、德士古道、沙咀道、大涌道（南行）、迴旋處、大涌道（北行）、青山公路-荃灣段、荃景圍及美環街。
R930
經：美環街、荃景圍、青山公路-荃灣段、大涌道、沙咀道、聯仁街、馬頭壩道、德士古道、大窩口道、上角街、大窩口道、興芳路、荃灣路、葵涌道、荔枝角道、西九龍走廊、渡船街、欣翔道、海泓道、佐敦道、雅翔道、柯士甸道西、廣東道、九龍公園徑、梳士巴利道、康莊道、海底隧道、堅拿道天橋、堅拿道東、禮頓道、邊寧頓街、怡和街及銅鑼灣道。

### 沿線車站
930R
| 香港大球場開                                                                         | 香港大球場開         | 香港大球場開           |
| 序號                                                                                 | 車站名稱             | 位置                   |
| ------------------------------------------------------------------------------------ | -------------------- | ---------------------- |
| 1                                                                                    | 香港大球場           | 銅鑼灣道               |
| 大坑道天橋、告士打道、夏慤道天橋、畢打街隧道；林士街天橋、干諾道西天橋；西區海底隧道 |                      |                        |
| 2                                                                                    | 西區海底隧道收費廣場 | 西區海底隧道           |
| 西九龍公路、青葵公路                                                                 |                      |                        |
| 3                                                                                    | 葵涌廣場             | 葵富路                 |
| 4                                                                                    | 葵芳邨               | 興芳路                 |
| 5                                                                                    | 林士德體育館         | 興芳路                 |
| 6                                                                                    | 葵康苑               | 大窩口道               |
| 7                                                                                    | 葵涌邨春葵樓         | 大窩口道               |
| 8                                                                                    | 禾塘咀街             | 大窩口道               |
| 9                                                                                    | 葵馥苑               | 大窩口道               |
| 10                                                                                   | 葵涌邨茵葵樓         | 大窩口道               |
| 11                                                                                   | 大窩口邨富華樓       | 大窩口道               |
| 12                                                                                   | 大窩口邨富安樓       | 大窩口道               |
| 13                                                                                   | 荃榮街               | 德士古道               |
| 14                                                                                   | 大窩口工廠大廈       | 沙咀道                 |
| 15                                                                                   | 寶石大廈             | 沙咀道                 |
| 16                                                                                   | 戴麟趾夫人診療所     | 沙咀道                 |
| 17                                                                                   | 祈德尊新邨           | 大涌道                 |
| 18                                                                                   | 荃灣（愉景新城）     | 愉景新城公共運輸交匯處 |

R930
| 1                    | 荃灣（愉景新城） | 荃灣（愉景新城）巴士總站 |
| 2                    | 福來邨           | 大涌道                   |
| 3                    | 滿樂大廈         | 沙咀道                   |
| 4                    | 荃灣西站         | 荃灣西站公共運輸交匯處   |
| 5                    | 楊屋道街市       | 楊屋道                   |
| 6                    | 馬頭壩道         | 馬頭壩道                 |
| 7                    | 龍德街           | 德士古道                 |
| 8                    | 大窩口邨富安樓   | 大窩口道                 |
| 9                    | 大窩口邨富貴樓   | 大窩口道                 |
| 10                   | 葵涌邨曉葵樓     | 上角街                   |
| 11                   | 葵涌邨秋葵樓     | 大窩口道                 |
| 12                   | 新葵興花園       | 大窩口道                 |
| 13                   | 葵芳邨葵信樓     | 興芳路                   |
| 14                   | 新都會廣場       | 興芳路                   |
| 荃灣路至加士居道     |                  |                          |
| 15                   | 海底隧道收費廣場 | 康莊道                   |
| 海底隧道、堅拿道天橋 |                  |                          |
| *                    | 舊灣仔警署       | 告士打道                 |
| 16                   | 聖保祿醫院       | 銅鑼灣道                 |
| 17                   | 銅鑼灣（摩頓台） | 銅鑼灣（摩頓台）巴士總站 |

有*號之分站祇限於港島十公里賽事當日使用。